# Creatonotos flavidus
Afrospilarctia flavidus là một loài bướm đêm thuộc phân họ Arctiinae, họ Erebidae.